# Andreï Belloli
Pour l’article ayant un titre homophone, voir Belloli.
Andreï Belloli (en russe : Андрей Францевич Беллоли), né le 18 mars 1822 à Ronciglione en Italie et mort en 1881 à Saint-Pétersbourg est un peintre italien, devenu sujet de l'Empire russe, maître du portrait et aussi du nu féminin.

## Biographie
Andreï Belloli est né à Rome, en 1820. Il étudie d'abord à l'Accademia di San Luca. Cette académie avait débuté par une Académie du nu (Accademia del nudo) qui organisait un premier niveau d'apprentissage dédié à la copie d'après modèle vivant. À l'époque des Révolutions de 1848 dans les États italiens, il part pour Saint-Pétersbourg (en 1850). Au début, il s'occupe de travaux de décoration comme la peinture des plafonds des palais et des églises. Puis, il a beaucoup de succès avec ses portraits de femme et d'enfants réalisés à l'huile et aux crayons de couleur.
Il participe activement aux expositions académiques organisées à Saint-Pétersbourg, à l'époque capitale de l'empire russe. À partir de 1861, il est académicien en classe de portraits à l'Académie russe des beaux-arts .
En 1869, il organise à l'académie une exposition de ses œuvres pour aider les étudiants pauvres, les veuves et les orphelins d'artistes. 
Sa maîtrise artistique et ses conceptions sociales progressistes lui valent la reconnaissance des autorités civiles : en 1870 il reçoit à l'occasion de son cinquantième anniversaire sa nomination à l'ordre de Saint-Stanislas du 2e degré pour son activité artistique. La même année il réalise Baigneuse après le bain, une de ses meilleures œuvres. Plusieurs versions différentes sont ensuite réalisées sur le même sujet. Une de ces versions est acquise pour sa collection par la grand-duc Nicolas Constantinovitch de Russie et se trouve aujourd'hui dans les collections du Musée des arts d'Ouzbékistan à Tachkent.
La créativité de Belloli s'est épanouie avec bonheur en Russie. Ses travaux lui apportaient la renommée. Mais en 1881, à 61 ans, il se suicide à Saint-Pétersbourg.

## Œuvres
- Portrait d'une inconnue (1863), collections du Musée des beaux-arts d'Odessa.
- Baigneuse
- Baigneuse après le bain (1875), collections du musée des beaux-arts d'Odessa.
- Portrait de garçon, collections du musée des beaux arts d'Odessa.
- Judith (1872)

## Diverses reproductions

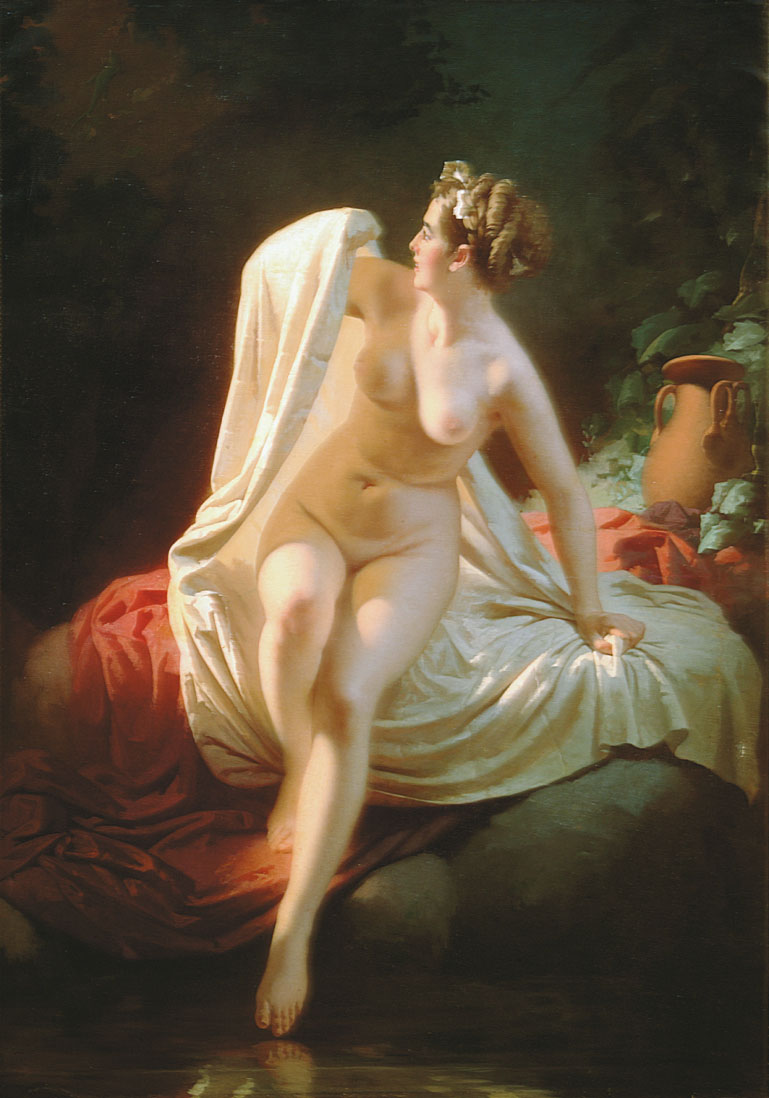
Baigneuse, 1871
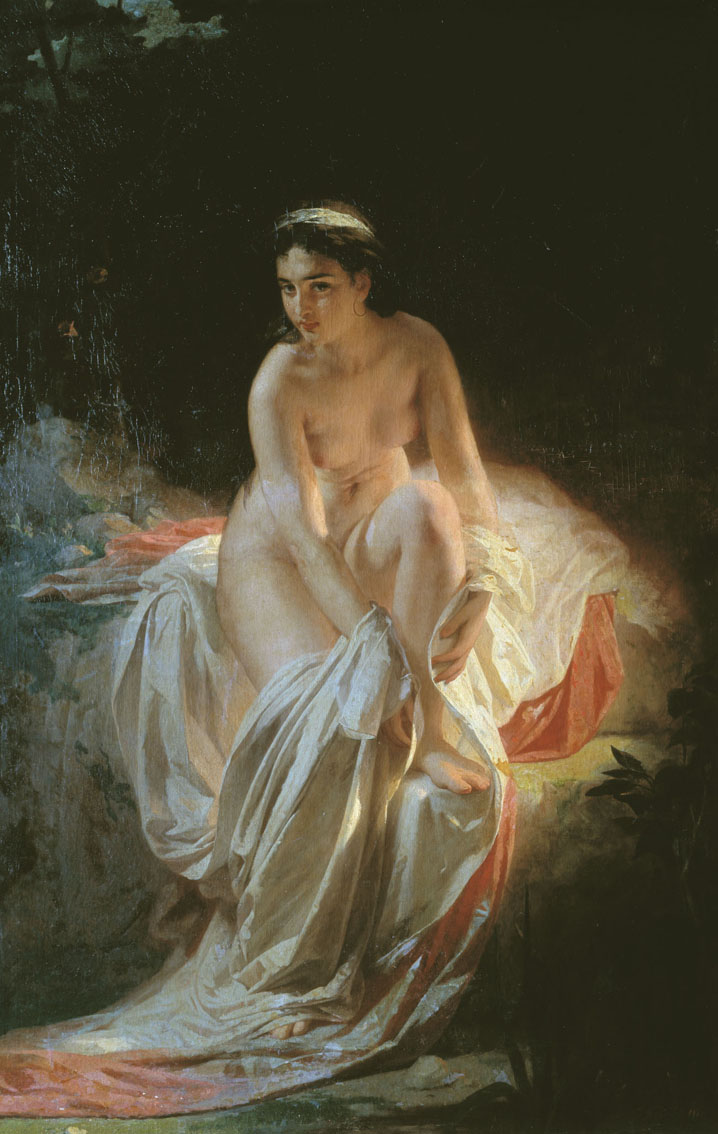
Baigneuse après le bain, 1875
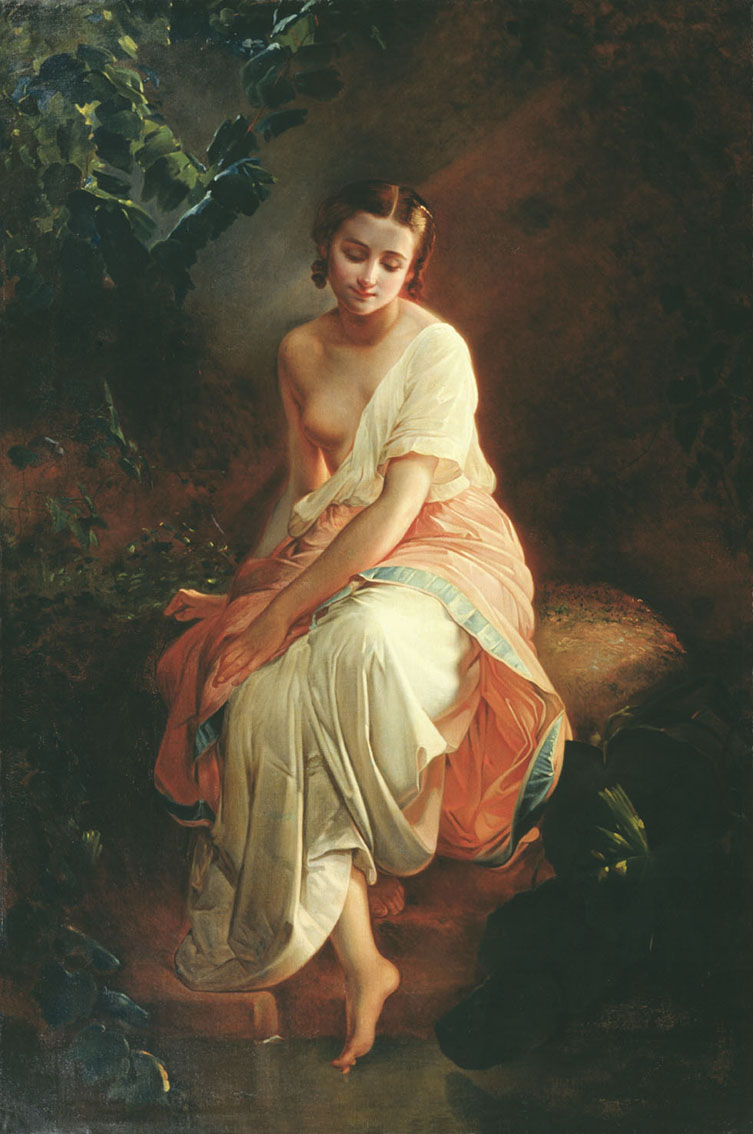
Baigneuse, variante

## Citations
Extrait de l'article de Vsevolod Garchine Deuxième exposition de la Société des expositions de peintures :

« […] Bellolli, non content du succès de son exposition de femmes nues et à moitié nues propose un sujet déjà ancien : La Lettre d'amour. 
Au début il appelait son tableau Première Lettre d'amour, mais il a eu honte de sembler prétendre que ses tableaux ne puissent témoigner d'aucun mouvement de l'âme ! Une assez belle dame est assise, les yeux tristes et tient dans ses mains une lettre, et c'est tout. […] »